# Kuznicsi
Kuznicsi (ukránul: Кузничі) falu Ukrajna északi részén, a Csernyihivi terület Horodnyai járásában. Lakossága 2006-ban 278 fő volt. Horodnya község székhelye. A területi székhelytől, Horodnyától 9 km-re északra, a belarusz–ukrán határ közelében fekszik. A falu déli határát érinti a Homel–Bahmacs vasútvonal.